# Vulturi
Vulturi – wieś w Rumunii, w okręgu Jassy, w gminie Popricani. W 2011 roku liczyła 928 mieszkańców.